# Cyril Dessel
Cyril Dessel (født 29. november 1974 i Rive de Gier) er en fransk tidligere professionel cykelrytter.
Han debuterede som professionel cykelrytter for det franske hold Jean Delatour i 2000. I 2002 deltog han for første gang i Tour de France, og endte på en 113. plads sammenlagt.
I 2003 gik han over til schweiziske Phonak, hvor han kørte i to år, før han gik til Ag2r-La Mondiale i 2005. I 2006 fik han sit store gennembrud med en dag i den gule trøje og en placering som nr. 6 i det samlede klasement.

## Sejre
- Nr. 6 sammenlagt i Tour de France (2006)
- Nr. 1 sammenlagt i Tour Mèditarranèen (2006)
- Nr. 1 på etape i 4 Jours de Dunqerque (2008)
- Nr. 1 på etape i Volta a Catalunya (2008)
- Nr. 1 på fjerde etape i Dauphiné Libéré (2008)
- Nr. 1 på 16. etape i Tour de France (2008)